# Rhododendron gologense
Rhododendron gologense là một loài thực vật có hoa trong họ Thạch nam. Loài này được C.J. Xu & Z.J. Zhao miêu tả khoa học đầu tiên năm 1987.